# Albanogammarus inguscioi
Albanogammarus inguscioi is een vlokreeftensoort uit de familie van de Gammaridae. De wetenschappelijke naam van de soort is voor het eerst geldig gepubliceerd in 1995 door Ruffo.